# Hal Russell
Hal Russell (* 28. August 1926 in Detroit; † 5. September 1992 in Chicago;  eigentl.: Harold Russell Luttenbacher) war ein US-amerikanischer Jazz-Musiker.

## Leben und Karriere
Obwohl der in Detroit geborene Hal Russell erst in den 1950er Jahren nach Chicago kam, gilt er heute als Stil-Ikone der dortigen Free-Jazz-Szene. Er begleitete am Schlagzeug zahlreiche Stars, die auf ihren Touren durch die Stadt kamen (u. a. Miles Davis, Sonny Rollins und Mildred Bailey). Das Joe Daley Trio, in dem er um die Wende von den 1950ern zu den 1960ern spielte, gehörte zu den ersten frei spielenden Gruppen des Jazz. Neuerungen gegenüber stets aufgeschlossen, spielte Russell neben dem Schlagzeug auch Vibraphon, griff nach 30 Jahren Pause erneut zu seinem Schülerinstrument Trompete, bis er zuletzt, gerüchteweise aus Unmut über die Unfähigkeit des Saxophonisten seiner Band, in fortgeschrittenem Alter auch noch dessen Instrument erlernte.
Zu seinen Vorbildern auf den verschiedenen Instrumenten zählten dabei so verschiedene Musiker wie etwa Gene Krupa, Sunny Murray, Miles Davis, Don Cherry sowie Albert Ayler.
Sein Vermächtnis liegt in dem umfangreichen Repertoire seiner wichtigsten Band, dem NRG Ensemble. Nach zahlreichen Umbesetzungen über die Jahre hinweg fand er die Idealbesetzung in dem Saxophonisten Mars Williams, dem Schlagzeuger und Vibraphonisten Steve Hunt, dem Bassisten Kent Kessler sowie dem Bassisten, Trompeter und E-Gitarristen Brian Sandstrom.
In humorvollen Eigenkompositionen, in denen er die von ihm selbst in all ihren Phasen miterlebte, wechselhafte Entwicklung des Jazz vom Swing bis zum Free Jazz zitierend und variierend aufgriff, schuf er sich und seinen Musikern ein Sprungbrett für freie Improvisationen. Als sein Hauptwerk kann die vertonte Geschichte seines Lebens „The Hal Russell Story“ gelten. Kurz nach den Aufnahmen zu dieser Platte verstarb Hal Russell 1992. Eine Zeit lang wurde das NRG Ensemble unter Mitwirkung des Chicagoer Saxophonisten Ken Vandermark weitergeführt. Daneben spielte er auch in der Noisejazz-Band The Flying Luttenbachers.